# Berkane (Schiff)
Die Berkane war ein Fährschiff der marokkanischen Reederei Comarit, das 1976 als Napoléon für die französische Société nationale maritime Corse Méditerranée (SNCM) in Dienst gestellt wurde. Das Schiff blieb bis zum Mai 2012 in Fahrt und wurde 2015 im türkischen Aliağa abgewrackt.

## Geschichte
Die Napoléon wurde unter der Baunummer 146 bei Dubigeon-Normandie in Nantes gebaut und am 4. November 1975 vom Stapel gelassen. Nach der Ablieferung an die SNCM am 4. Juni 1976 wurde das Schiff am 21. Juni auf der Strecke von Marseille nach Toulon, Korsika und Tunis in Dienst gestellt.
Am 10. September 1977 kollidierte die Napoléon im Hafen von Marseille mit dem unter algerischer Flagge laufenden Frachtschiff Tenes und wurde dabei leicht beschädigt. Ansonsten verlief die weitere Dienstzeit des Schiffes unter SNCM ohne größere Vorfälle. 1990 wurde der Passagierbereich des Schiffes umgebaut, die bisherige Einteilung in Erste und Zweite Klasse fiel hierbei weg.
Am 5. Juni 2002 ging die Napoléon unter dem neuen Namen Berkane an die marokkanische Fährgesellschaft Comarit, die sie fortan auf der Strecke von Nador nach Almería einsetzte. Nach knapp zwei Jahren im Dienst für Comarit wurde das Schiff vom 29. April bis zum 25. Juni 2004 bei Blohm & Voss in Hamburg umgebaut. Anschließend kehrte es in den Liniendienst zurück.
Ab April 2008 war die Berkane auf der Strecke von Nador nach Sète in Fahrt. Im Februar 2011 brachte sie Flüchtlinge aus dem libyschen Bengasi nach Genua. Für denselben Zweck war sie anschließend außerdem vom 1. bis zum 6. März für eine einzelne Reise von Tanger nach Bengasi und Tripolis im Einsatz.
Im Mai 2012 wurde die Berkane in Almería aufgelegt, nachdem Comarit den Betrieb eingestellt hatte und noch im selben Monat aufgelöst wurde. Nach drei Jahren Liegezeit traf das Schiff am 18. Februar 2015 zum Abbruch im türkischen Aliağa ein.